# Tillman Thomas
Tillman Joseph Thomas (Hermitage, Granada, 13 de junho de 1947) é um político granadino que serviu como primeiro-ministro de Granada de 2008 a 2013. Ele foi o líder do Congresso Nacional Democrático (NDC) de 2000 a 2014.

## Biografia
Thomas nasceu em Hermitage, St. Patrick, Granada. É casado com Sandra Thomas e tem quatro filhos (dois meninos e duas meninas). Ele estava entre os presos do primeiro-ministro Maurice Bishop por dois anos.
Thomas formou-se na Fordham University de Nova York, em Economia, bem como na University of the West Indies. Sua carreira política teve início em 1978, quando se envolveu no Programa de Direitos Humanos e Assistência Judiciária com o líder do Movimento New Jewel, Maurice Bishop.